# 王磊 (1914年)
王磊（1914年—1994年），男，山东掖县人，中华人民共和国政治人物。

## 生平
抗日战争期间，他加入牺牲救国同盟会，此后历任中共山西洪赵县委组织部部长、晋绥行署贸易局副局长、晋南行署处长兼中国人民银行晋南分行行长等职。中华人民共和国成立后，担任中国人民银行西南区行行长。1953年，担任中央商业部副部长。1955年，担任中央商业干部学校校长。1977年，任中共北京市委书记处书记；次年改任中华人民共和国商业部部长。1982年，任国家经委副主任。